# Шаттенхальб
Шаттенхальб (нем. Schattenhalb) — коммуна в Швейцарии, в кантоне Берн.
Входит в состав округа Оберхасли. Население составляет 624 человека (на 31 декабря 2006 года). Официальный код — 0786.

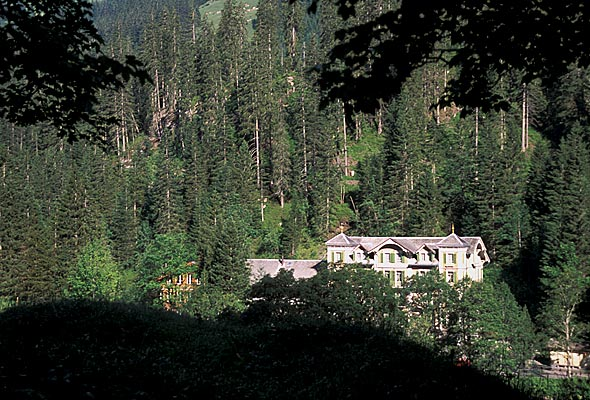
Шаттенхальб